# Batterie Hübeling

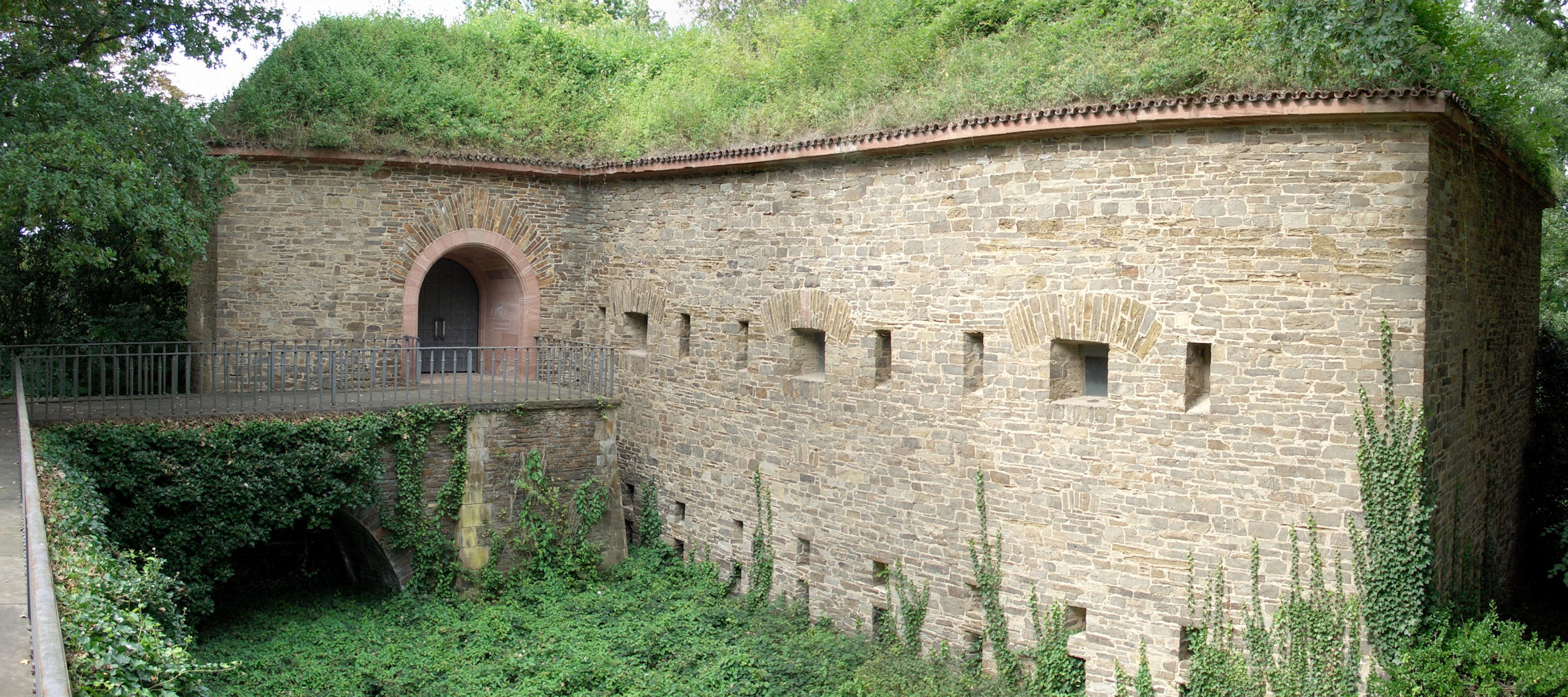
Eingang der Batterie Hübeling auf dem Hauptfriedhof Koblenz

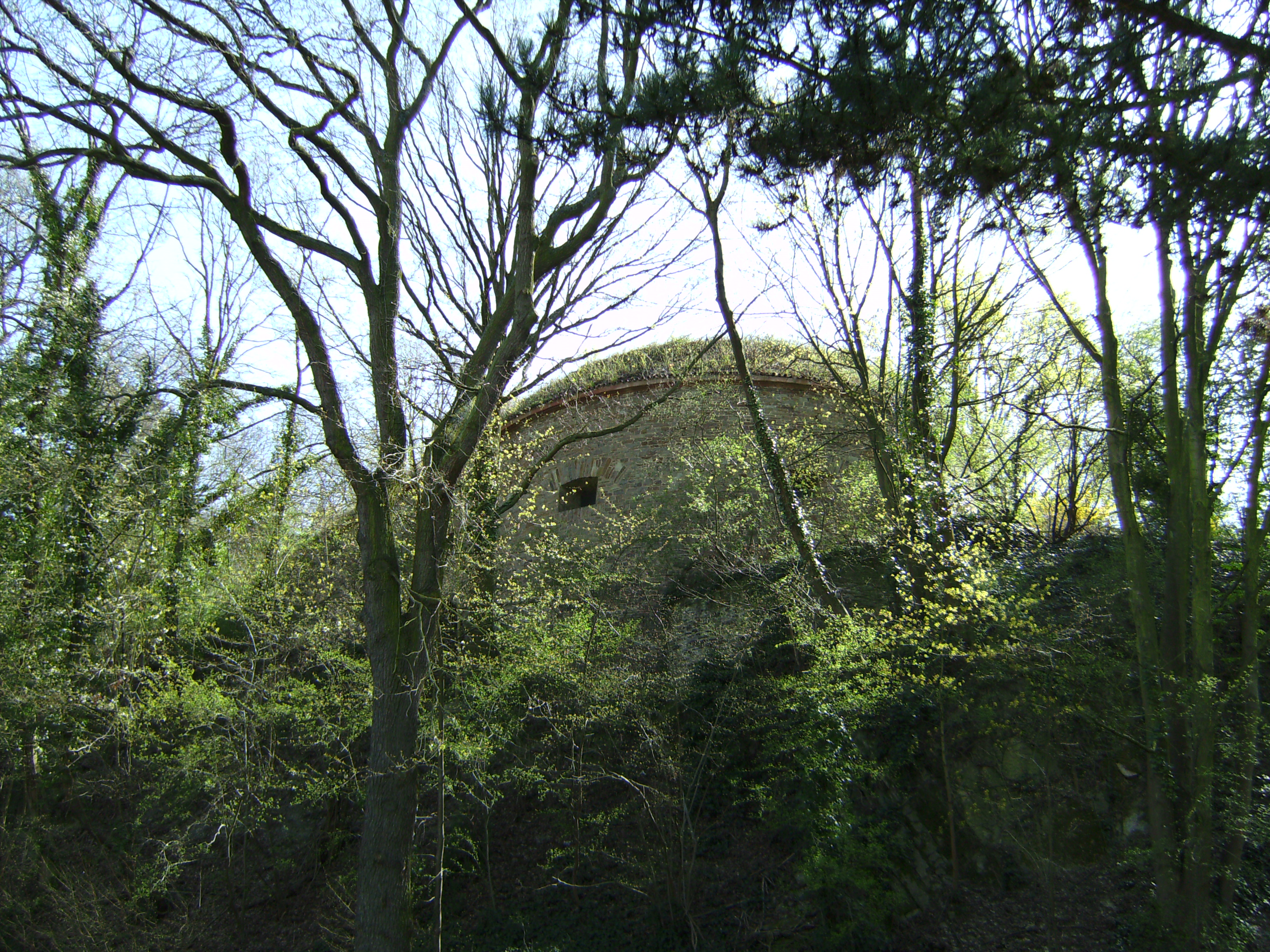
Stirnseite der Batterie

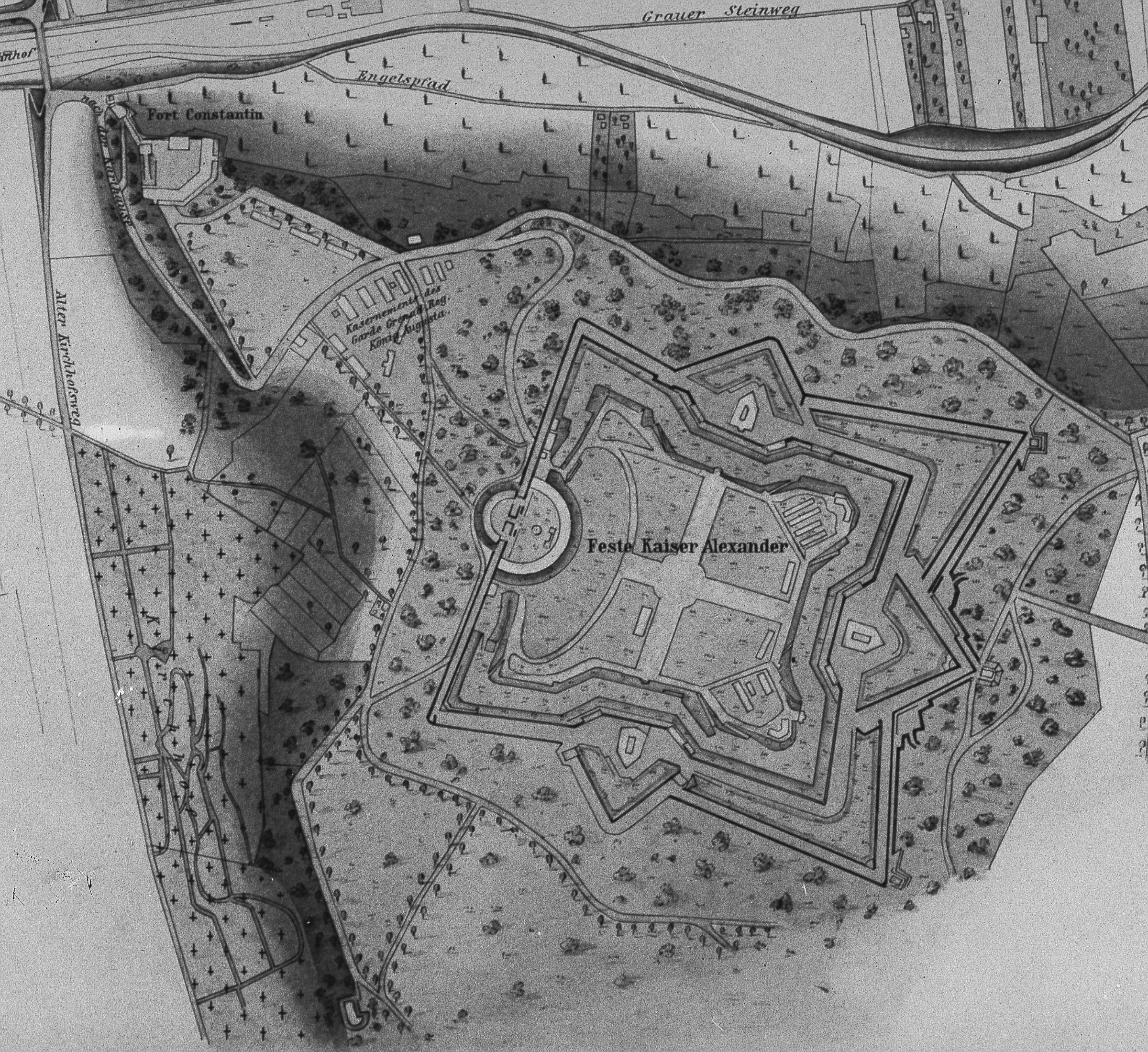
Karte der Feste Kaiser Alexander 1888, die Batterie Hübeling liegt am unteren Bildrand am Hang

Die Batterie Hübeling war Teil der preußischen Festung Koblenz und gehörte zum System Feste Kaiser Alexander. Das sogenannte Zwischenwerk liegt heute auf dem Hauptfriedhof im Koblenzer Stadtteil Goldgrube. Die Batterie wurde zur Deckung der rechten Flanke der Feste Kaiser Alexander angelegt und sicherte gleichzeitig den toten Winkel unterhalb der Festung. Zusätzlich beherrschte es die Mosel und die Moseluferstraße sowie das Vorfeld der Moselweißer Schanze (Fort Blücher). Seit den 1950er Jahren ist die Batterie Hübeling eine Ehrenstätte der Stadt Koblenz für die Gefallenen des Zweiten Weltkrieges mit einer Ehrenhalle.

## Geschichte
Die Batterie Hübeling wurde zwischen 1828 und 1830 als defensives Pulvermagazin erbaut. Es handelte sich um ein kleines detachiertes Werk mit kasemattiertem Blockhaus. Dieses bestand aus einem gemauerten Geschützturm mit zwei Stockwerken in Hanglage, etwa 350 Meter unterhalb der Feste Kaiser Alexander gelegen. Die Stirnseite (Batterieseite) ist nach Süden umgebogen, in ihrem Rücken befindet sich im ersten Stockwerk (Batteriegeschoss) der Eingang. Der Zugang erfolgte ursprünglich über eine bewegliche Brücke, die sich im Feuerbereich der Kehlscharten befand und die zu einem späteren Zeitpunkt durch eine feste Brücke ersetzt wurde. Das Blockhaus ist von einem gemauerten Graben umgeben, die Erdabdeckung auf dem Dach beträgt etwa 2,5 m. Es war nicht für eine friedensmäßige Truppenbelegung vorgesehen. Das Untergeschoss war frontseitig als Galerie mit Ausschussöffnungen für Mörser gestaltet. Bewaffnet war die Anlage mit acht bis zehn Geschützen und Mörsern sowie einem Detachement Infanterie zusätzlich zur Artilleriebesatzung. Im Jahre 1859 verlegte man vom Saillant IV der Feste Kaiser Alexander eine Wasserleitung.
Das Werk wurde 1903 zusammen mit anderen Teilen der Festung aufgegeben und der Stadt Koblenz verpachtet. Nach dem Ersten Weltkrieg verzichtete die Interalliierte Militär-Kontrollkommission auf die Schleifung, da ein militärischer Nutzen nicht mehr erkennbar war. Das Koblenzer Entfestigungsamt hatte sich vorher für den Erhalt der Anlage unter anderem mit dem Hinweis starkgemacht, dass im Falle eines Abbruchs die Totenruhe des benachbarten Hauptfriedhofs gestört werden würde.
2018 geriet die Anlage in die Schlagzeilen, nachdem ein obdachloser Mann, dem sie als Schlafplatz gedient hatte, dort ermordet aufgefunden wurde.

## Ehrenstätte 1939–1945
Die Anlage wurde 1954–1956 nach Plänen des Gartenarchitekten Hans Wilhelm Mutzbauer in ein Ehrenmal umgestaltet. Das fast vollständig erhaltene Bauwerk im Westen des Hauptfriedhofs beherbergt heute die Gedenkstätte für die Kriegstoten der Stadt Koblenz. Darum gruppieren sich vier Grabfelder mit Keramikplatten der Gefallenen im Rasen, dazwischen Dreiergruppen von kurzarmigen Kreuzen. Vom tiefer gelegenen Hauptteil des Hauptfriedhofs gelangt man durch einen Torbogen mit abgewalmten Schieferdach zur Ehrenstätte. Die Treppen mit mehreren Podesten und Blockstufen wurden aus rotem Sandstein hergestellt.
Über eine fest angelegte Brücke gelangt man durch einen sandsteingerahmten Eingang auf der Westseite in die Ehrenhalle. An der kassettierten Bronzetür sind Eichenlaubblätter und Eiserne Kreuze angebracht. Die Schießscharten wurden mit Milchglasscheiben verschlossen. Die künstlerische Ausstattung der Ehrenhalle wurde durch den Maler und Bildhauer Eugen Keller ausgeführt. Er schuf einen Bronzeengel, mit einer Hand zum Himmel mit der anderen Hand zur Erde zeigend, der vor der östlichen Rückwand aufgestellt wurde. An den Wänden sind die Namen der Koblenzer Gefallenen und Opfer der Luftangriffe angebracht, geschaffen von Franziska Plate in Freskotechnik. Eine Treppe führt ins Untergeschoss zu einer leeren Halle.

## Denkmalschutz
Die Batterie Hübeling ist ein geschütztes Kulturdenkmal nach dem Denkmalschutzgesetz (DSchG) und in der Denkmalliste des Landes Rheinland-Pfalz eingetragen. Sie liegt in Koblenz-Goldgrube in der Denkmalzone Hauptfriedhof.
Seit 2002 ist die Batterie Hübeling Teil des UNESCO-Welterbes Oberes Mittelrheintal.